# Galaxie elliptique géante

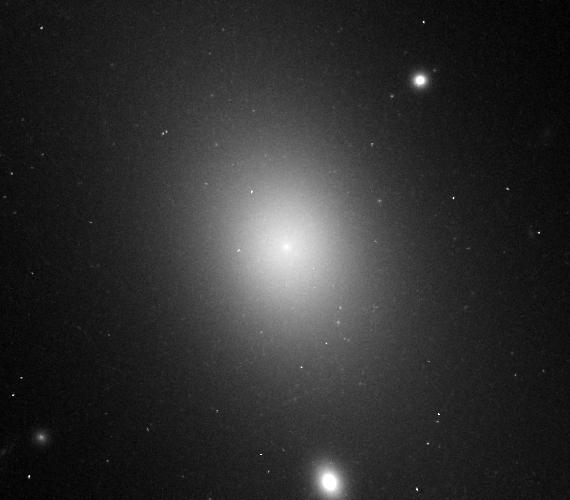
La galaxie elliptique géante IC 1101 située au centre du superamas de galaxies Abell 2029.

Les galaxies elliptiques géantes sont des galaxies elliptiques particulières, qui diffèrent des autres types de galaxies elliptiques de par leur diamètre, qui peut approcher l'ordre du millier de kiloparsec contre 1 à quelques dizaines pour les autres types de galaxies elliptiques. Elles n'existent qu'en nombre très restreint dans l'univers observable.
IC 1101 peut être considérée comme faisant partie de la catégorie des galaxies elliptiques géantes, dont le diamètre tournerait autour de 6 millions d'années-lumière soit environ 1 840 kiloparsec.
Elles peuvent être issues de la fusion de deux galaxies elliptiques ou spirales et il est probable que la collision entre la galaxie d'Andromède et la Voie lactée aboutisse à ce genre de galaxie.